# (149728) Klostermann
(149728) Klostermann est un astéroïde de la ceinture principale.

## Description
(149728) Klostermann est un astéroïde de la ceinture principale. Il fut découvert le 19 mai 2004 à l'Observatoire Kleť par le projet KLENOT. Il présente une orbite caractérisée par un demi-grand axe de 2,58 UA, une excentricité de 0,09 et une inclinaison de 15,5° par rapport à l'écliptique.

## Compléments